# Лошади в Первой мировой войне

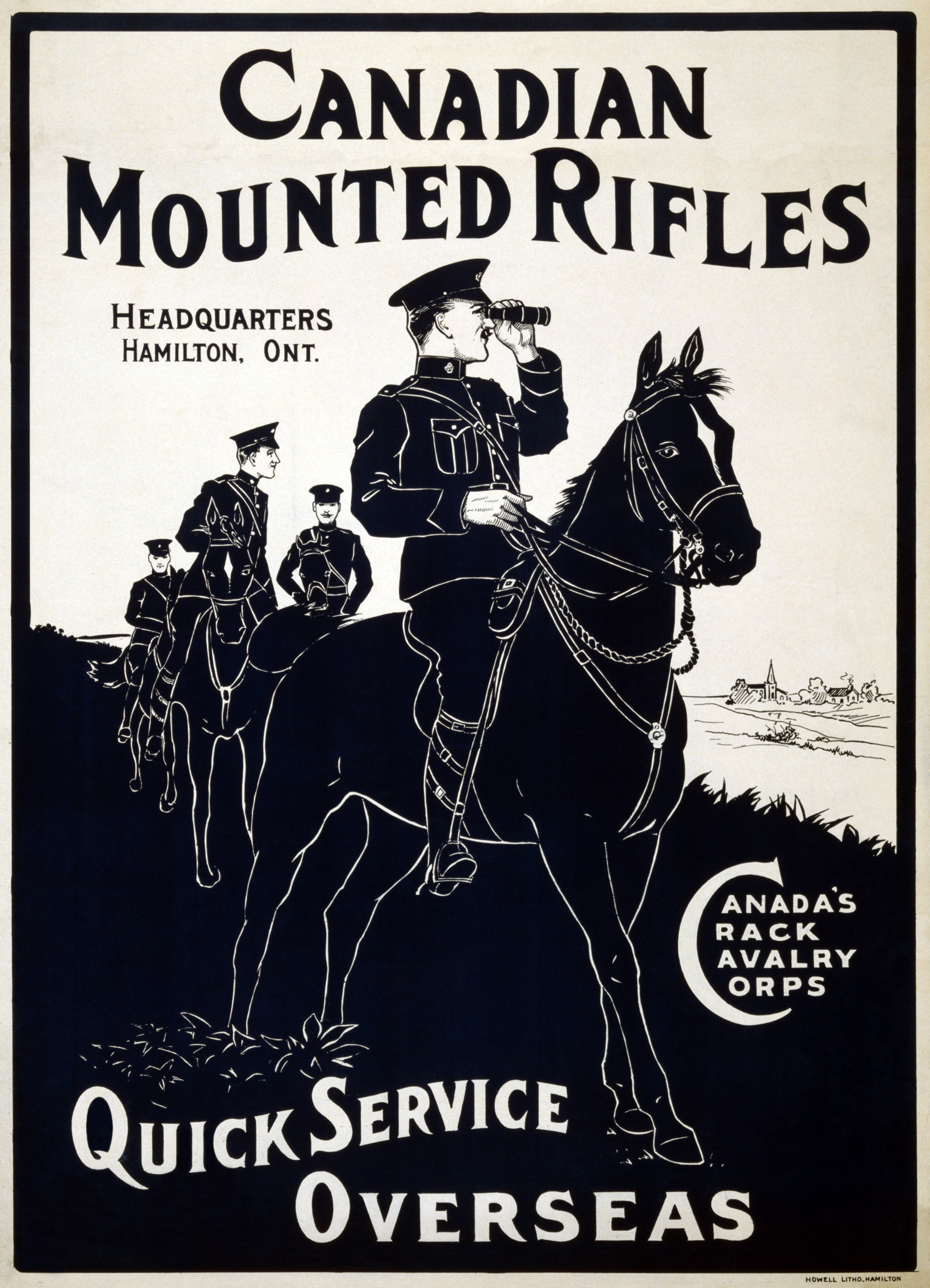
Канадский плакат времён войны, призывающий вступать в кавалерию.

Использование лошадей в Первой мировой войне характеризовало собой переходный период в развитии тактики и стратегии вооружённых конфликтов. Кавалерийские силы на момент начала войны считались совершенно необходимым элементом наступающей армии, но в ходе войны уязвимость лошадей перед современными пулемётами и артиллерийским огнём снизило их полезность на поле боя. Это происходило на фоне развития танков, которые, в конечном счёте, заменили кавалерию при использовании тактики «шоковых» атак, а вскоре и вовсе фактически вытеснили их, сделав присутствие лошади на поле боя редким. Хотя оценка полезности лошади как боевого животного во время войны резко изменилась, лошади всё ещё играли значительную роль на протяжении всей войны.
Все основные страны-участники Первой мировой войны (1914—1918 годы) вступили в конфликт со значительными кавалерийскими силами. Центральные державы, Германия и Австро-Венгрия, прекратили широко использовать их на Западном фронте вскоре после начала войны. Они по-прежнему использовались в ограниченных масштабах на Восточном фронте во время войны. Османская империя же использовала кавалерию во время войны весьма широко. Со стороны Антанты Великобритания использовала мотопехоту и кавалерийские атаки в течение всей войны, но Соединённые Штаты использовали кавалерию только в течение короткого периода времени. Хотя её использование и не было особенно успешным на Западном фронте, кавалерия Союзников имела определённый успех на Ближневосточном театре — возможно, потому, что там она имела дело с более слабыми и менее технологически продвинутыми врагов. 
Россия использовала кавалерийские силы на Восточном фронте, но с ограниченным успехом. Эффективности кавалерийских подразделений русской армии способствовали особенности местности, где приходилось воевать: большие незаселённые труднопроходимые пространства, слаборазвитая дорожная сеть и т. п. 
Армии в основном использовали лошадей в области материально-технического снабжения во время войны, так как они были лучше, чем механизированные транспортные средства, приспособлены к преодолению маршрутов по глубокой грязи и пересечённой местности, были способны пройти там, где транспорт не мог пройти в принципе, и не потребляли топливо, в то время как для автомобилей требовалось большое количество угля, бензина и газа. Лошади использовались для разведки и в качестве транспорта для курьеров, а также как тягловая сила для артиллерии, санитарных карет и фургонов со снабжением. Присутствие лошади часто поднимало боевой дух солдат на фронте, однако животные способствовали распространению болезней и ухудшению санитарных условий в лагерях из-за их навоза и мёртвых туш. Ценность лошадей и всё возрастающие трудности их замены были таковы, что к 1917 году в некоторых войсках считалось, что потеря лошади вызывала большее разочарование, чем тактические потери солдат-людей. В конечном счёте блокада Союзников помешала Центральным державам импортировать лошадей для замены потерянных на фронте, что в какой-то степени тоже способствовало поражению Германии. К концу войны даже американской армии с её хорошо организованным снабжением не хватало лошадей.
Условия для лошадей на фронте были тяжёлыми: они погибали от артиллерийского огня, страдали от кожных заболеваний и получали ранения от ядовитых газов. Сотни тысяч лошадей погибли, но многие другие находились на лечении в ветеринарных лечебницах и отправлялись затем обратно на фронт. Закупка еды для лошадей была главной проблемой, и Германия потеряла много лошадей из-за их смерти от голода ввиду отсутствия корма. Некоторые памятники были возведены в честь лошадей, которые умерли на войне. Художники, в том числе Альфред Маннингс, создали картины, прекрасно отражающие труд лошадей во время войны; лошади были представлены и в военной поэзии. В романах, пьесах и документальных произведениях также освещена тема лошадей в Первой мировой войне.